# Шёнкопф, Анна Катарина

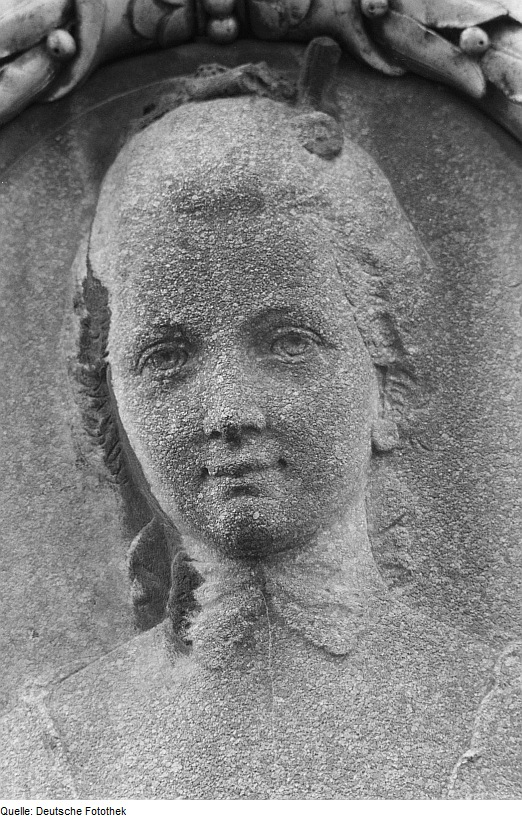
Изображение Кетхен Шёнкопф на цоколе памятника Гёте в Лейпциге

Анна Катарина Шёнкопф (нем. Anna Katharina Schönkopf; 22 августа 1746, Лейпциг, курфюршество Саксония — 21 мая 1810, Лейпциг) — дочь оловянника и виноторговца Кристиана Готлиба Шенкопфа (1716—1791) и его жены Катарины Сибиллы (урождённой Хаук; 1714—1790). Молодой Иоганн Вольфганг фон Гёте, учившийся в Лейпциге с 1765 по 1768 год, влюбился в неё в 1766 году.

## Отношения с Гёте
Анна Катарина Шёнкопф, переехавшая в трактир своих родителей в 1766 году, была на три года старше Гёте. Первоначально она довольно прохладно относилась к его признаниям в любви. Её родителей держали в неведении относительно развивающегося любовного романа, так как связь девушки простого происхождения и выходца из знатной семьи могла показаться в обществе неприемлемой для положения Гёте. Он рассказал о своих желаниях и чувствах своему другу Эрнсту Вольфгангу Беришу (1738—1809), в стремлении получить совет от него по этому поводу. Гёте испытывал сильную ревность по отношению к реальным или воображаемым ухажёрам Анны Катарины, эти чувства нашли своё отражение в пасторальной пьесе «Капризы влюблённого» (нем. Die Laune des Verliebten), написанной в 1768 году. Таким образом он стремился избавить себя от этих терзаний.
Анна Катарина представала в воображении Гёте совершенным, очаровательным и элегантным существом. Ей нравились любовные стихи, которые Гёте посвятил ей и которые он опубликовал в сборнике из 19 анакреонтических стихотворений «Аннете» (1767). Эти произведения считаются первыми значимыми в творчестве Гёте.
Гёте познакомил свою возлюбленную с юристом, впоследствии ставшего вице-бургомистром Лейпцига, Христианом Карлом Канне, который в итоге стал женихом Анны Катарины. До 1770 года Гёте продолжал поддерживать дружественные отношения с Анной Катариной, переписываясь с ней В том же году она вышла замуж за Канне. В 1776 году, когда он переехал в Веймар, Гёте гостил у Анны Катарины.